# Enophrys
Enophrys ist eine Fischgattung aus der Familie der Dickkopf-Groppen (Psychrolutidae). Die Arten der Gattung kommen küstennah im nördlichen Pazifik vom Japanischen Meer über das Ochotskische Meer, das Beringmeer, die Aleuten, die Küste Alaskas, Kanadas und der USA bis zur Monterey Bay (Kalifornien) und Santa Catalina Island vor. Sie leben von der Gezeitenzone bis in Tiefen von etwa 380 Metern. 

## Merkmale
Enophrys-Arten sind großköpfige Fische mit großem Maul und knöchernen Kämmen auf dem Schädel. Sie erreichen eine Länge von 17 bis 37 cm und sind, mit Ausnahme einer Reihe von sehr großen Schuppen, zu beiden Seiten des Rückens, völlig schuppenlos. Der obere Stachel des Vorkiemendeckels ist sehr lang. Die Bauchflossen sind sehr klein.
Flossenformel: Dorsale VII–IX/8–20, Anale 0/6–15, Ventrale 3(2).
Von der ähnlichen Gattung Hemilepidotus kann Enophrys durch die fehlende Schuppenreihe unterhalb der Seitenlinie unterschieden werden, von Myoxocephalus durch die Schuppenreihen auf den Rückenseiten, die Myoxocephalus fehlen.

## Arten
- Enophrys bison (Girard, 1854)
- Enophrys diceraus (Pallas, 1787)
- Enophrys lucasi (Jordan & Gilbert, 1898)
- Enophrys taurina Gilbert, 1914